# Einsatzstab Reichsleiter Rosenberg

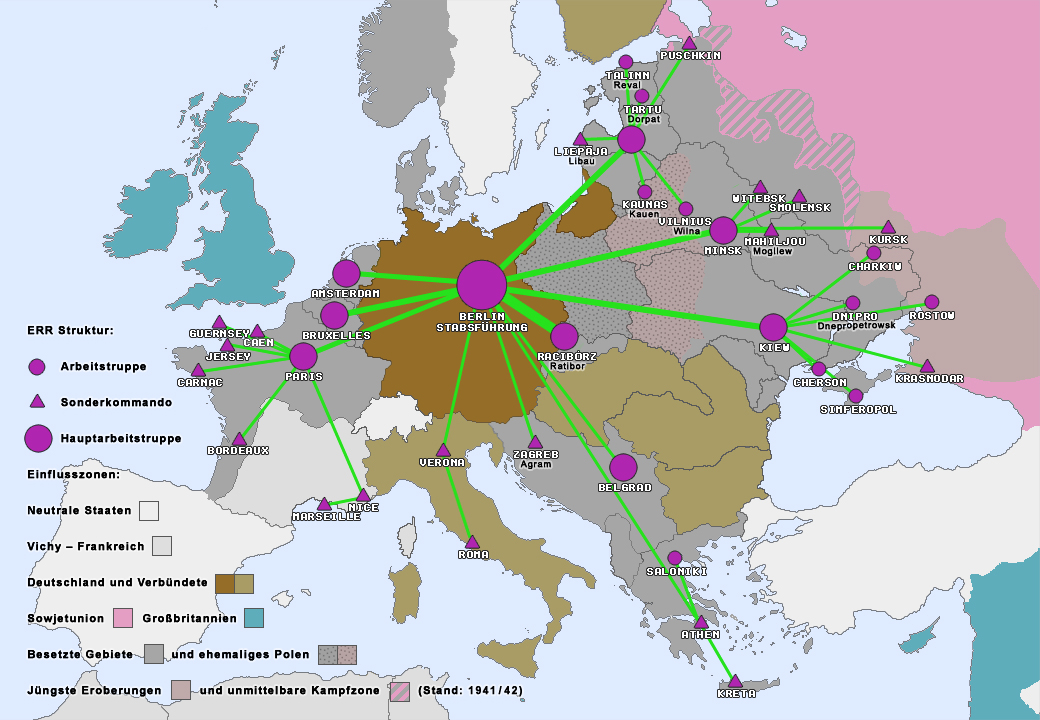
Tätigkeitsgebiet des Einsatzstabes Reichsleiter Rosenberg

Der  Einsatzstab Reichsleiter Rosenberg  (ERR) war eine nationalsozialistische Organisation, die im Juli 1940 zunächst zur Erfassung von jüdischem Archiv- und Buchmaterial gegründet wurde und während des Zweiten Weltkriegs systematisch Kunst- und Kulturgüter aus besetzten Ländern raubte. Unter der Leitung des NS-Parteiideologen Alfred Rosenberg und des von ihm geführten Außenpolitischen Amtes der NSDAP (APA) diente der ERR sowohl ideologischen als auch materiellen Zielen.

## Entstehung

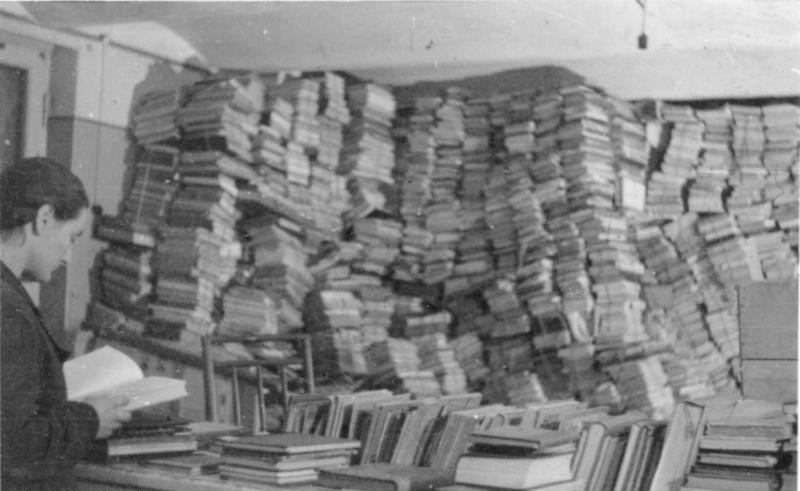
Bücherlager des ERR, Riga, November 1943

Offizielle Ausgangsbasis des ERR war das Projekt der „Hohen Schule“, die als „zentrale Stätte der nationalsozialistischen Forschung“ geplant war. Rosenberg wollte sein Forschungsinstitut mit dem Material der Gegner der nationalsozialistischen Weltanschauung füllen. Nach der Niederlage Frankreichs erkannte Georg Ebert vom Außenpolitischen Amt der NSDAP, dass große Bibliotheken in Paris – darunter die der Freimaurerloge Grand Orient de France – zurückgelassen worden waren. Gleichzeitig wurde festgestellt, dass jüdische Institutionen in Paris zusammengebrochen waren. Der Parteiideologe Alfred Rosenberg schlug am 18. Juni 1940 über Martin Bormann Hitler vor, diese Bibliotheken zu beschlagnahmen. Währenddessen entdeckten die Besatzungskräfte große Mengen an Kunst und kulturellen Schätzen, die in französischen Gebäuden zurückgelassen worden waren. Mit Hitlers Zustimmung wurde der ERR zwischen Juni und Juli 1940 eingerichtet. Da man bald auch zurückgelassene private Bibliotheken beschlagnahmen wollte, teilte Wilhelm Keitel für das Oberkommando der Wehrmacht der Militärverwaltung in Paris mit, dass Übereignungen an den französischen Staat nach der Kriegserklärung Frankreichs vom 1. September 1939 gegenstandslos und rechtsunwirksam seien. Damit war der traditionelle Kunstschutz ausgehebelt und es wurde klar, dass es um rücksichtslose Ausplünderung ging. Der ERR war während des Krieges in allen besetzten Staaten als Wehrmachtsgefolge aktiv und wurde bei der Auffindung und Beschlagnahmung von Gestapo und Sicherheitskräften unterstützt. Erst danach entstand die Führungsorganisation in Berlin als Unterabteilung des Amtes III des APA. Da der ERR in den besetzten Gebieten tätig werden sollte, wurde er als Wehrmachtsgefolge der Wehrmacht zugeordnet, so dass er die Feldpolizei bei Beschlagnahmungen und die Möglichkeiten der Wehrmacht für den teils frontnahen Transport und die Kommunikation nutzen konnte.
Nach dem Westfeldzug 1940 stießen die Mitarbeiter des ERR bei der Suche nach Büchern und Archivmaterial vor allem in Frankreich und den Benelux-Ländern auf umfangreiche Bestände von Kunstgegenständen aus jüdischem Eigentum. Die deutsche Botschaft in Paris und SS-Einsatzkommandos der Geheimen Feldpolizei begannen sofort nach der Besetzung, aus bekannten Sammlungen und Galerien die wertvollsten Bilder zu rauben. Rosenberg und seine Organisation wollten an diesen Raubzügen beteiligt werden. Rosenberg gelang es, von Hitler die Vollmacht zu erhalten, als einzige Kunstrauborganisation in den besetzten Ländern wirken zu können. Die Nationalsozialisten waren derart darauf fixiert, sich wertvolle Kunstwerke anzueignen, dass der NS-Kunstraub das wichtigste Arbeitsfeld des ERR wurde. Daneben wurden viele Bibliotheken geraubt, die den genannten Studien dienen sollten, so für das einzurichtende Institut zur Erforschung der Judenfrage in Frankfurt am Main, vor allem aber für die Bibliothek der „Hohen Schule“.
Zwischen 1940 und 1945 war der ERR erst in Frankreich, den Benelux-Ländern, dann in Polen und Griechenland, im Baltikum, auf dem Gebiet der Sowjetunion im Reichskommissariat Ostland sowie Reichskommissariat Ukraine und in Italien tätig. Der Einsatzstab verfügte über acht regionale Haupteinsatzgruppen und zunächst fünf fachlich gegliederte „Sonderstäbe“ (Musik, Bildende Kunst, Vorgeschichte, Bibliotheken, Kirchen). Die Raubzüge des ERR waren verbunden mit der Deportation der ausgeraubten Menschen in Konzentrationslager, die sie zumeist in den Tod führte.

## Der Machtkampf zwischen Rosenberg und Göring
Alfred Rosenberg, der Leiter des ERR, galt als ideologischer Vordenker, aber als ineffektiver Organisator mit begrenztem Einfluss. Nachdem der ERR erste große Sammlungen von Kunstwerken beschlagnahmt hatte, wollte Rosenberg diese nach Deutschland transportieren lassen. Doch der Militärbefehlshaber Frankreichs in Paris verweigerte dies und untersagte kurzerhand den Abtransport. In dieser Situation griff Hermann Göring ein.
Göring, der zweitmächtigste Mann im NS-Staat, war entschlossen, sich an den geraubten Schätzen in den besetzten Gebieten zu bereichern. Als Oberbefehlshaber der Luftwaffe verfügte er über eigene Soldaten, Transportmittel und Devisenschutzkommandos in Paris. Diese Ressourcen setzte er ein, um den ERR bei der Plünderung und dem Transport der Kunstwerke zu unterstützen – im Gegenzug bestand er darauf, die wertvollsten Stücke zuerst auszuwählen. Um seinen Einfluss weiter zu sichern, brachte Göring heimlich ERR-Personal auf seine Seite. So zeigte sich der Leiter des ERR in Frankreich, Kurt von Behr, besonders bemüht, Görings Wünsche zu erfüllen. Göring wiederum unterstützte von Behr bei Konflikten mit Rosenberg.
Auch der Berliner Leiter aller Sonderstäbe, Gerhard Utikal, war Göring gegenüber loyal und handelte oft gegen die Interessen seines Vorgesetzten Rosenberg. Göring beschaffte zusätzliches Fachpersonal für den ERR, indem er Heeresangehörige zur Luftwaffe versetzte und nach Paris abkommandierte. So kamen der Kunsthistoriker Günther Schiedlausky und der Fotograf Karl Kress zum ERR – beide standen Göring in erster Linie zur Verfügung.
Ein besonders wichtiger Verbündeter Görings wurde der junge Kunsthistoriker Bruno Lohse. Ursprünglich als Gefreiter der Panzerjäger in Ostpreußen stationiert, wurde Lohse für einen Monat zum ERR nach Paris abgeordnet. Dort beeindruckte er Göring mit seinem Fachwissen über niederländische Maler des 17. Jahrhunderts. Göring bot Lohse daraufhin an, dauerhaft für ihn zu arbeiten und seine Interessen im ERR zu vertreten. Lohse wurde stellvertretender Leiter des Sonderstabes Bildende Kunst in Paris, wechselte zur Luftwaffe und bereitete regelmäßig Ausstellungen mit geraubten Kunstwerken für Göring vor.
Zwischen 1941 und 1942 reiste Göring etwa 20-mal mit seinem Sonderzug nach Paris. Bei diesen Besuchen nahm er die für ihn ausgewählten Kunstwerke in angehängten Waggons direkt mit nach Deutschland. Zudem beauftragte er Lohse, gezielt Gemälde auf dem Kunstmarkt zu beschaffen. Lohse war vollständig mit Aufgaben für Göring ausgelastet und handelte fast ausschließlich in dessen Auftrag, ohne sich an die Weisungen der ERR-Leitung zu halten.

## Chronik

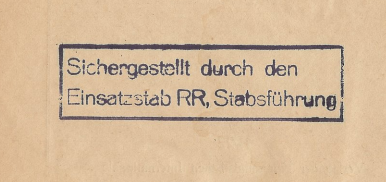
Markierungsstempel des Einsatzstabs Reichsleiter Rosenberg

Mit Führerbefehl vom 5. Juli 1940 ermächtigte Adolf Hitler den ERR:
- alle wertvoll erscheinenden Kulturgüter des so genannten „herrenlosen jüdischen Besitzes“ zu erfassen und zu beschlagnahmen,
- die Staatsbibliotheken und Archive nach Schriften zu durchsuchen, die für das nationalsozialistische Deutschland wertvoll seien,
- die Kanzleien der Kirchenbehörden und Logen nach gegen Deutschland gerichteten Vorgängen zu durchforschen und das Material sicherzustellen.

Am 17. September 1940 bevollmächtigte Generalfeldmarschall Wilhelm Keitel im Auftrage Hitlers den ERR, „jeglichen herrenlosen Kulturbesitz sicherzustellen“.
Im Juli 1940 wurde der ERR Frankreich, Dienststelle Westen, unter Kurt von Behr in Paris eingerichtet. Das Zentralamt des ERR befand sich neben dem Amt Rosenberg und Außenpolitischen Amt der NSDAP in der Margaretenstraße 18 in Berlin. Der ERR war keine staatliche Einrichtung, sondern eine Unterorganisation der NSDAP.
Rosenberg hatte auch den Auftrag zur Gründung und Einrichtung der Hohen Schule der NSDAP. Sie sollte die zentrale Stätte der NS-Forschung, Lehre und Erziehung werden. Für den Bestand der künftigen Zentralbibliothek unternahm der ERR einen systematischen Bücherraub in überwiegend jüdischen Bibliotheken in Paris, Brüssel, Amsterdam, Prag oder Wien. Rosenberg ließ auch jüdische und freimaurerische Bibliotheken beschlagnahmen, um Kenntnisse über den Gegner zu gewinnen. Als die Beschlagnahmekommandos in Frankreich unterwegs waren, entdeckten die Verantwortlichen, dass es sehr große Mengen von Kunstgut gab, deren man habhaft werden konnte. Daher wurde der Kompetenzbereich des Kommandos ERR auf die Beschlagnahme sämtlichen Kunst- und Kulturgutes erweitert. Von April 1941 bis Juli 1944 brachten 29 Transporte beschlagnahmte Werke aus Paris nach Deutschland, wo der ERR im Schloss Neuschwanstein sein Hauptdepot unterhielt.

## Länderaktivitäten

### Frankreich (ab 1940)

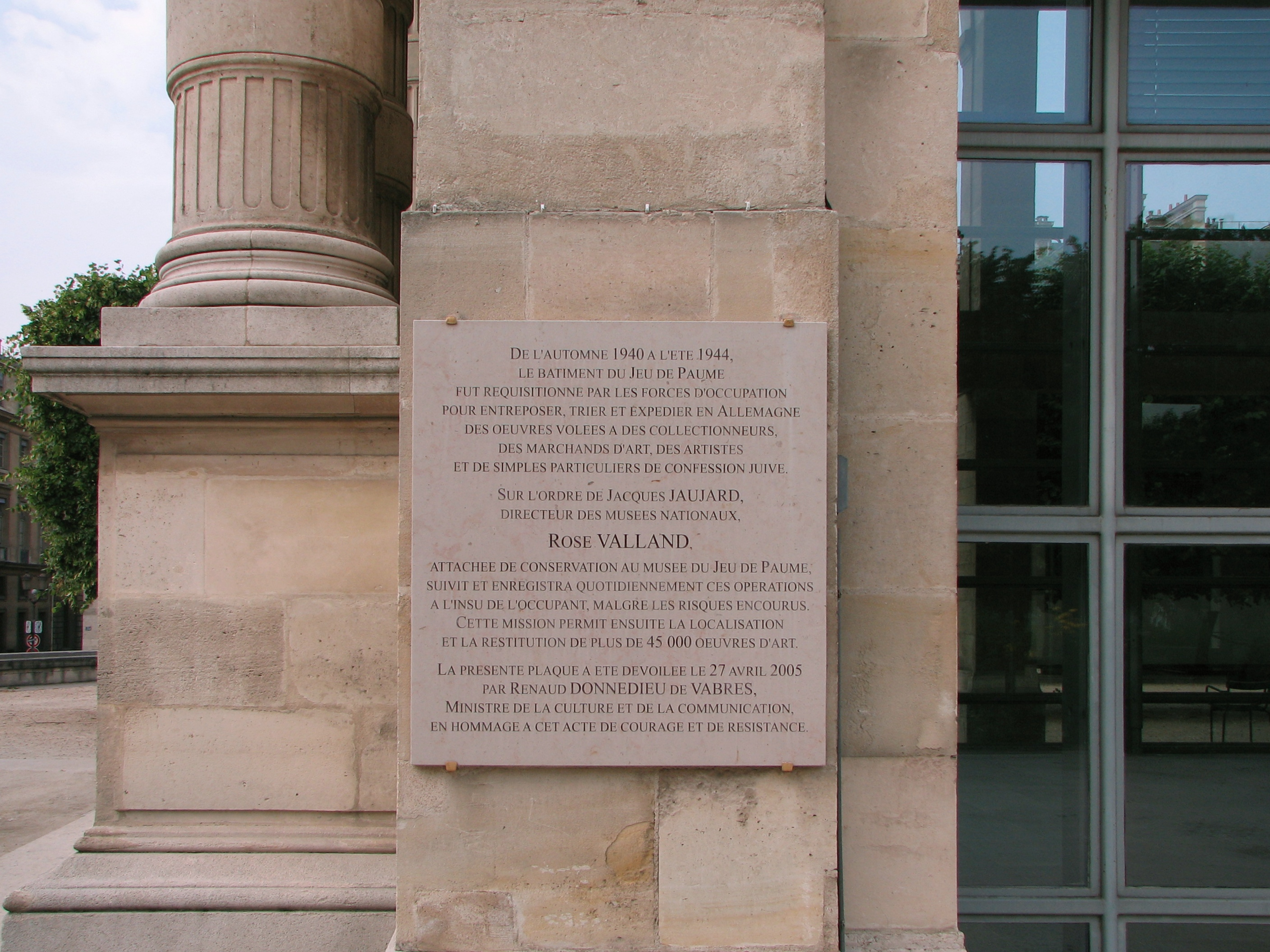
Tafel am Jeu de Paume in Paris, das vom Herbst 1940 bis zum Sommer 1944 dem Amt Westen des ERR als Zwischenlager und Ausstellungsgebäude diente

An über 50 verschiedenen Orten in Frankreich wurden Kunstgegenstände konfisziert, und anschließend im Museum Jeu de Paume in sieben Ausstellungen gezeigt. Damit sollte auch Alfred Rosenberg und Hermann Göring, mit dem der ERR in Paris eng zusammenarbeitete, ein Überblick über die wertvollsten Gegenstände dargeboten werden. Die beschlagnahmten Bibliotheken, darunter die „Polnische Bibliothek“, die „Turgenjew-Bibliothek“ und die Bibliotheken zahlreicher Pariser Logen, sollten der Zentralbibliothek der ‚Hohen Schule der NSDAP‘ zugutekommen. Laut Arbeitsbericht umfassen die Beschlagnahmungen 21.903 Objekte aus 203 Sammlungen.
Die Kunsthistoriker Günther Schiedlausky, Hans Ulrich Wirth, Karl Heinz Esser, Heinrich Jerchel, Bruno Lohse und Friedrich Franz Kuntze, die vorher teilweise bereits beim Kunstschutz in Paris tätig gewesen waren, waren die hauptsächlichen wissenschaftlichen Mitarbeiter bei Begutachtungen und Beschlagnahmungen. Der Fotograf Karl Kress machte Aufnahmen der beschlagnahmten Kunstgüter.

### Griechenland (ab 1941)
Unmittelbar nach dem deutschen Überfall auf Griechenland traf Anfang Mai 1941 eine an die 12. Armee der Wehrmacht angegliederte Abteilung des Sonderkommandos Rosenberg unter Leitung von Leutnant Hermann von Ingram in Athen ein. Allein in Thessaloniki wurden in Zusammenarbeit mit der Geheimen Feldpolizei der Wehrmacht über 50 Razzien, Verhöre bei jüdischen Persönlichkeiten und Durchsuchungen durchgeführt. Die gewonnenen Einwohnerdaten dienten später für die Deportation der Juden. Historisch wertvolle Dokumente, Kulturgüter und liturgische Gegenstände, darunter ca. 100.000 Bücher aus den jüdischen Bibliotheken in Thessaloniki, wurden geraubt.

### Osteuropa (ab 1941)

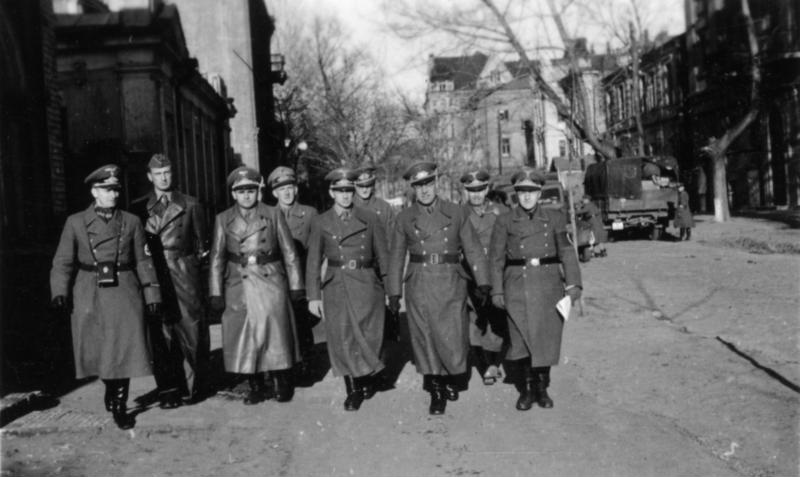
Kurz nach der Anreise aus Kiew: Mitarbeiter des ERR in den Straßen der ukrainischen Stadt Charkow, November 1942

Der Kunstraub im Osten begann bald nach Kriegsbeginn 1939/40 in Polen in Verantwortung der SS Himmlers und im Generalgouvernement Polen unter dem Beauftragten Kajetan Mühlmann. Der ERR wurde in Osteuropa erst mit dem Angriff auf die Sowjetunion im Juni 1941 tätig, als Rosenberg Reichsminister für die besetzten Ostgebiete wurde. Der ERR unterhielt bald zahlreiche Außenstellen; mit dem Angriff wurden drei Hauptarbeitsgruppen (HAG) gebildet: Ostland (Baltikum), Mitte (Weißrussland, westliches Russland), Ukraine. Der Einsatzstab ging in Konkurrenz zu anderen dort operierenden nationalsozialistischen Institutionen vor, insbesondere dem Sonderkommando Künsberg und der Forschungs- und Lehrgemeinschaft Ahnenerbe, die Heinrich Himmler unterstanden. Alle drei Organisationen waren in Zusammenarbeit mit der Wehrmacht und der SS mit dem Aufspüren, Klassifizieren und dem Abtransport beziehungsweise der Zerstörung von Kunstwerken, Bibliotheken und Archiven beauftragt. In der Regel wurden die bisherigen Besitzer des Beuteguts sofort vor Ort getötet oder zur späteren Ermordung in ein KZ verschleppt. Ab 1942 wurden die im Osten erbeuteten Bücher in der „Ostbücherei Rosenberg“ in Berlin aufgestellt.

## Struktur des ERR

### Zentralamt Berlin
Das Zentralamt Berlin, eine Abteilung des Außenpolitischen Amtes der NSDAP, unter der Leitung Georg Eberts (bis 1941), später von Gerhard Utikal, gliederte sich in drei Abteilungen:
- Hauptabteilung III: Sonderaufgaben, Leiter Hermann von Ingram
- Hauptabteilung IIIa: Organisation der Sicherstellung von jüdischem Besitz, Leiter Herrmann von Ingram
- Hauptabteilung IIIb: Geschäftsführung für den Sonderstab Bildende Kunst, Walter Rehbock
- Chefs der Sonderstäbe: Stabsführer Georg Ebert, dann Gerhard Utikal. Hilfestellung durch Gerhard Wunder und Karl Brethauer; stellvertretender Leiter Frank Seiboth, Inspekteur Hans Hagemeyer

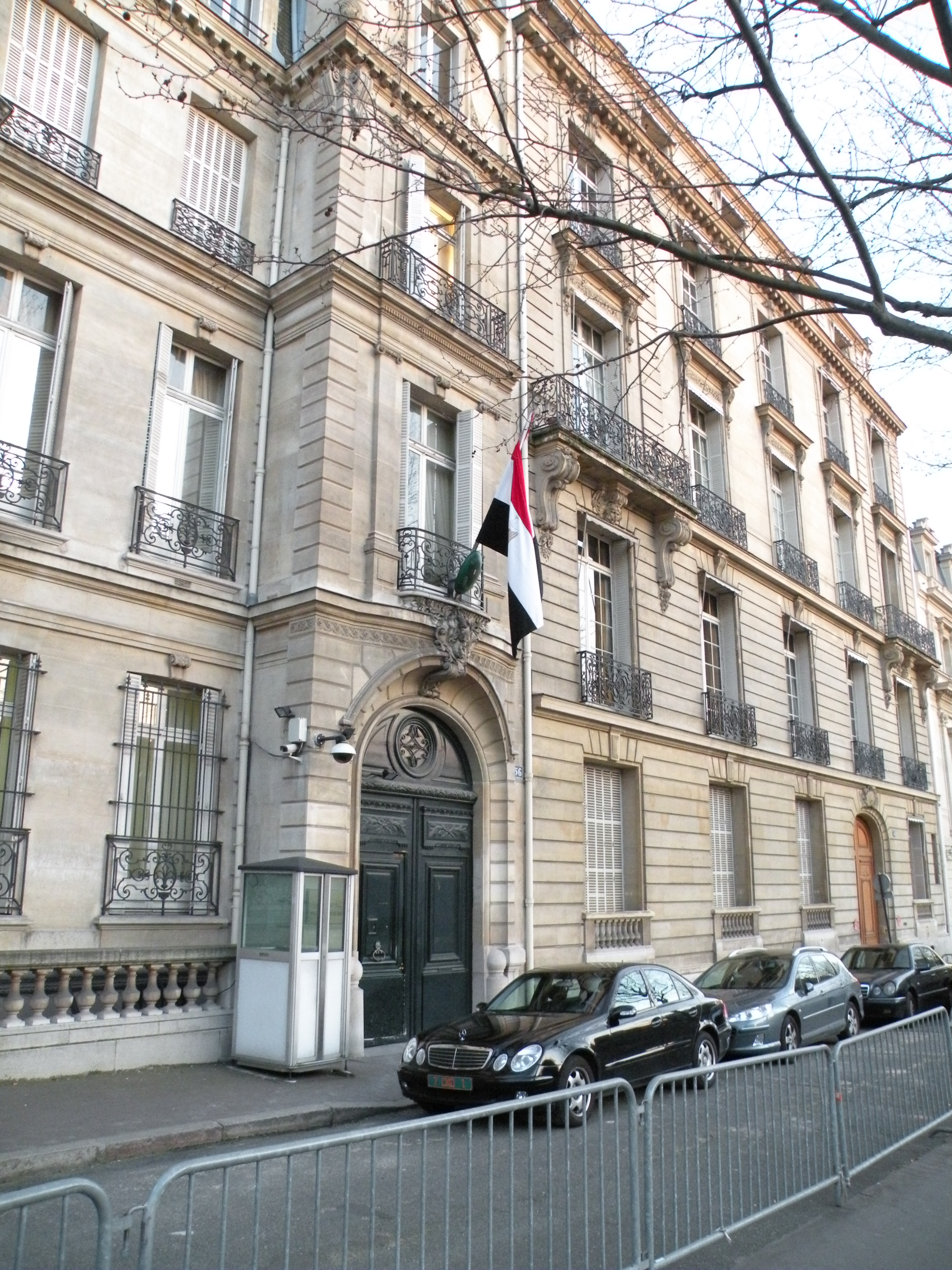
Hauptquartier Amt Westen des ERR von 1941 bis 1942/43, Avenue d’Iéna Nr. 54 in Paris (rechte Tür, hinter der Ägyptischen Botschaft)

Das Amt Westen des ERR mit Sitz in Paris, zuständig für Frankreich, Belgien, Luxemburg und die Niederlande, wurde im Juli 1940 gegründet. Chef war Georg Ebert, ab Herbst sein Stellvertreter DRK-Feldführer Kurt von Behr. Ebert war gleichzeitig Chef aller Sonderstäbe in diesen Ländern sowie Leiter des Sonderstabes Bildende Kunst. Anfang 1941 wurde Gerhard Utikal mit Sitz in Berlin Eberts Nachfolger, zuständig für Einsatzstäbe in allen Ländern. Daraufhin wurde von Behr, mittlerweile DRK-Oberfeldführer, Leiter des ERR Frankreich (Amt Westen, zuständig auch für die Benelux-Länder) und hatte damit die Aufsicht über alle Sonderstäbe. Behr war gleichzeitig Leiter des Sonderstabes Bildende Kunst. Ebert wurde der Botschaft als Vertreter Rosenbergs beigeordnet und blieb in Paris. Von Behr übernahm am 25. März 1942 auch die Koordination der „M-Aktion“, die Beschlagnahme von Möbeln für deutsche Zwecke, die aus Wohnungen von Inhaftierten und Verschleppten genommen wurden.
Sieben Sonderstäbe koordinierten von Paris aus die Aktivitäten des Einsatzstabs in Westeuropa:
- Sonderstab Musik mit dem Leiter Herbert Gerigk
- Sonderstab Bildende Kunst (auch Sonderstab Louvre) mit dem Leiter Baron Kurt von Behr, später von Berlin aus Robert Scholz, stellvertretender Leiter Bruno Lohse, der ab 1943 zusammen mit Walter Borchers de facto geschäftsführend war.[21]
- Sonderstab Bibliotheksaufbau „Hohe Schule“ mit dem Leiter Walter Grothe (sp. Gerd Wunder)
- Sonderstab Vorgeschichte mit dem Leiter Hans Reinerth, später Rudolf Stampfuß
- Sonderstab Kirchen mit dem Leiter Anton Deindl
- Sonderstab Osten mit dem Leiter Georg Leibbrandt; persönlicher Referent Herbert Drescher
- Sonderstab für rassenpolitische Fragen (organisatorisch dem ERR angeschlossen)

Hinzu kamen der
- Sonderstab Wissenschaft mit dem Leiter Heinrich Härtle
- Sonderstab Archive mit dem Leiter Ernst Zipfel
- Sonderstab Sippenkunde
- Sonderstab Volkskunde mit dem Leiter Hans Strobel
- Sonderstab Presse unter Karlheinz Rüdiger (gegründet 1944)
- Sonderstab Dr. Gustav Abb
- Sonderstab weltanschauliche Information in Berlin unter Matthes Ziegler.

Im Januar 1943 hatte die Stabsführung des ERR 350 Mitarbeiter. Laut Utikal war der ERR eine Kriegseinrichtung des Reichsleiters Rosenberg. Die Tätigkeit wurde als kriegswichtig angesehen, was dadurch sichtbar sei, daß die Angehörigen zum Wehrmachtsgefolge rechnen. Die Mitarbeiter trugen spezielle Uniformen.

### Außenstellen und Depots
Außenstellen: Im Frühjahr 1943 wurden die Berliner Zentrale des ERR von Bomben schwer getroffen. Eine Außenstelle als Buchleitstelle (Aufbau durch Herbert Lommatzsch; sp. Leiter: Ulrich Cruse) vor allem für die Bibliotheksbestände aus dem Osten wurde in Ratibor im September 1943 unter Gerd Wunder eingerichtet. Die Bücher lagerten u. a. im Schloss Pless. Von Ratibor wurden sie teilweise weiterverteilt. Auch der Sonderstab Wissenschaft residierte in Ratibor. Im Januar 1945 musste der Standort aufgegeben werden, wobei die Transportkapazitäten nicht ausreichten, um die Bestände mitzunehmen.
Der Einsatzstab unterhielt weitere Außenstellen in Amsterdam, Brüssel, Belgrad, Riga, Reval, Wilna, Dorpat, Minsk, Gorki, Smolensk, Kiew, Charkow, Dnjepropetrowsk, Simferopol und Hohenschwangau.
Depots für das Raubgut:
- Schloss Pleß in Pless (Schlesien)
- Schloss Großbrück im Hirschberger Tal (Niederschlesien)
- Schloss Neuschwanstein (Oberbayern), Hauptdepot
- Kloster Raitenhaslach, heute zu Burghausen gehörig (Oberbayern), seit 1943 Depot vor allem für Musikinstrumente und andere Musikalien, überwiegend aus Frankreich[25]
- Kloster Banz bei Bad Staffelstein (Oberfranken) (auch Wohnsitz des Freiherrn von Behr)
- Hotel Annenheim in Sankt Andrä (Kärnten) bei Villach
- Das enteignete Kloster Tanzenberg (Kärnten; seit 1942) wurde Depot für die geraubten Bestände der geplanten Zentralbibliothek der ‚Hohen Schule‘ der NSDAP.

## Organisationen zur Aufklärung des Kunst- und Kulturraubs
Bereits während des Krieges und kurze Zeit danach wurden im Machtbereich der Alliierten Organisationen zur Aufklärung des Kunst- und Kulturraubs des ERR und anderer nationalsozialistischer Organisationen gegründet:
- Monuments, Fine Arts, and Archives Section (MFA&A) – Bereits 1942 wurde mit der MFA&A ein speziell auf den Kunstschutz spezialisierter Bereich der alliierten Streitkräfte geschaffen.
- Central Collecting Point Munich (CCP) – Die Sammelstelle der US-amerikanischen Streitkräfte wurde am 17. Juni 1945 in München geschaffen. Hierher gelangten Kunstwerke aus über 600 deutschen und österreichischen Auslagerungsorten. Im September 1949 ging die Verwaltung der Kunstschätze an deutsche Behörden über. Zwischen 1945 und 1951 wurden etwa 700.000 Kulturgüter restituiert. 1962 entstand daraus die Treuhandverwaltung für Kulturgut (TVK)
- Commission de Récupération Artistique (CRA) – Die französische Rückgabekommission für Kunstgüter wurde September 1944 gegründet.
- Commission on European Jewish Cultural Reconstruction (CEJRC), sie wurde 1944 unter anderen von Salo Baron und Morris Cohen gegründet. Weitere Mitarbeiter waren Hannah Arendt, Aron Freimann und Max Weinreich. Die vorherrschende Meinung war, dass die meisten Bücher nach Israel zu schaffen seien, da man sich zu dieser Zeit ein neues jüdisch-kulturelles Leben in Europa kaum vorstellen konnte.[26]
- Jewish Cultural Reconstruction, Inc. (JCR), eigentlicher Name „American Jewish Joint Distribution Committee“, oft abgekürzt „Joint“. Die Unter-Organisation zum kulturellen Wiederaufbau jüdischen Lebens wurde 1947 geschaffen. Sie war ab 1949 Treuhandgesellschaft gegenüber US-amerikanischen Behörden.
- Jewish Restitution Successor Organisation (JRSO) – Die Organisation zur Suche nach erbenlosen Kulturgütern und deren Weiterleitung an jüdische Einrichtungen wurde 1948 ins Leben gerufen.
- Offenbach Archival Depot (OAD) – Das OAD war Hauptsammelstelle US-amerikanischer Behörden für wiedergefundene Bestände geraubter jüdischer Bibliotheken, Archive und Ritualgegenstände.[27]

In der neugegründeten Bundesrepublik wurde die Diskussion um die Rückgabe und Restitution hauptsächlich unter dem Schlagwort Wiedergutmachung geführt.

## Ausstellung
- 2012: Fast vergessen. Das amerikanische Bücherdepot in Offenbach am Main von 1945 bis 1949. Stadtbibliothek Offenbach am Main.